# Coniochaeta polymegasperma
Coniochaeta polymegasperma är en svampart som beskrevs av M.J. Richardson 1998. Coniochaeta polymegasperma ingår i släktet Coniochaeta och familjen Coniochaetaceae.   Inga underarter finns listade i Catalogue of Life.